# Priscilla Mburu
Pour les articles homonymes, voir Mburu.
Priscilla Mburu, née le 3 novembre 1991, est une tireuse sportive kényane.

## Carrière
Priscilla Mburu pratique le tir à la carabine ; elle participe aux Championnats du monde de tir 2022 au Caire puis aux Championnats d'Afrique de tir 2023 au Caire, et a pour but de devenir la première tireuse kényane à se qualifier pour les Jeux olympiques. Elle est médaillée d'argent en tir à la carabine à 50 mètres 3 positions ainsi qu'en tir à la carabine à 50 mètres couché lors de ces Championnats d'Afrique.